# Bahnhof Iława Główna

Der Bahnhof Iława Główna (deutsch Deutsch Eylau Hauptbahnhof) ist ein wichtiger Verkehrsknotenpunkt des Eisenbahnverkehrs in der Woiwodschaft Ermland-Masuren in Polen. Er liegt in etwa einem Kilometer Entfernung südöstlich der Innenstadt von Iława. Mit etwa 3600 Passagieren am Tag wird er nach der Klassifikation der Polnischen Staatsbahn in die vierthöchste Bahnhofskategorie „Regionalbahnhof“ (Regionalne; ehemals dritte Kategorie C) eingestuft. Er ist Halt von Nahverkehrs- und Fernzügen.
Das Bahnhofsgebäude wurde 1900 im Stil der Neugotik erbaut und ist mit den Bahnsteigen ein Kulturdenkmal. Unter Schutz stehen auch zwei der drei Bahnwassertürme aus den Jahren 1871, 1915 und 1942.

## Geschichte
Der Bahnhof wurde am 1. Dezember 1872 mit der Hauptbahn von Thorn nach Osterode (Ostróda) eröffnet. Seit August 1873 bestand die durchgängige Verbindung nach Insterburg (russisch Tschernjachowsk). Der Personenverkehr von Korsze (Korschen) zum Grenzbahnhof Skandawa (Skandau) wurde im April 2000 eingestellt. Am 1. August 1876 wurde von der Marienburg-Mlawkaer Eisenbahn die Strecke Marienburg (Malbork)–Deutsch Eylau eröffnet. Mit dem Lückenschluss nach Mława wurden im folgenden Jahr die Städte Danzig an der Preußischen Ostbahn und Warschau im russischen Weichselland verbunden. Die eingleisige Bahnstrecke nach Strasburg an der Drewenz wurde 1902 und am 15. Oktober 1903 in den Abschnitten bis Niedeck (polnisch Szramowo) bzw. bis Strasburg (Brodnica) eröffnet. Die Betriebswerkstätte Deutsch Eylau (Dy) wurde 1911 errichtet.
Im Januar 1920 wurde Deutsch Eylau Grenzbahnhof am Polnischen Korridor. Der Streckenabschnitt von Toruń (Thorn) nach Deutsch Eylau wurde von der Polnischen Staatsbahn übernommen und Teil des sogenannten Korridorverkehrs. Nach dem Überfall auf Polen wurde die Strecke bis 1945 von der Deutschen Reichsbahn betrieben. Der Personenverkehr nach Brodnica wurde 1923 eingestellt und erst 1946 wieder aufgenommen. Im Jahr 2000 wurde diese Strecke stillgelegt.
Am 30. Juni 1985 konnte der elektrische Betrieb von Iława nach Danzig aufgenommen werden. Die Strecke nach Warschau folgte am 19. Dezember 1985, die nach Toruń am 16. Oktober 1987 und die nach Olsztyn (Allenstein) am 3. Oktober 1988.
Bahnhof und Bahnsteige wurden bis 2012 modernisiert und mit Aufzug bzw. Treppenliften für Rollstuhlfahrer ausgestattet. Der Bahnhofsvorplatz mit dem Busbahnhof wurde 2020 neu gestaltet.

## Betrieb
Der Bahnhof besitzt drei Bahnsteige mit je zwei Gleisen für den Personenverkehr. Es halten Fernzüge aller Art vom Twoje Linie Kolejowe (TLK) bis zu den Zügen des Express InterCity Premium (EIP), die Iława ohne Umstieg mit Danzig, Gdynia, Warschau und Krakau, Katowice und Gliwice (Gleiwitz) im Süden des Landes verbinden. Darüber hinaus halten die Züge der Polregio und Interregios der Koleje Mazowieckie (KM) am Bahnhof. Eine zweite Bahnstation besteht mit Iława Miasto (Deutsch Eylau Stadt) im Norden der Stadt.

## Kulturdenkmale
Das Bahnhofsgebäude, die Bahnsteigsüberdachungen, die Geländer sowie die Unterführung wurden am 16. August 2006 unter der Nummer A-2282 in das Register der unbeweglichen Denkmale der Woiwodschaft Ermland-Masuren eingetragen. Die Unterführung wurde jedoch nicht denkmalgerecht modernisiert. Dennoch gilt das, um 1900 von der Preußischen Staatseisenbahn errichtete, Gebäude mit seiner romanisierten Schalterhalle mit Bleiverglasungen und Holzvertäfelungen als eines der schönsten in Polen. Neben dem Bahnhofsvorplatz stehen zwei Bahnwassertürme von 1871 und 1915. Ein weiterer Turm im Fahrzeugreparaturwerk ZNTK jenseits der Bahnanlagen ist mit 45 Metern Höhe das höchste Backsteingebäude der Stadt. Die beiden letzteren wurden 1998 in das Denkmalregister eingetragen und 2018 in das Gemeindeprogramm für die Denkmalpflege aufgenommen.

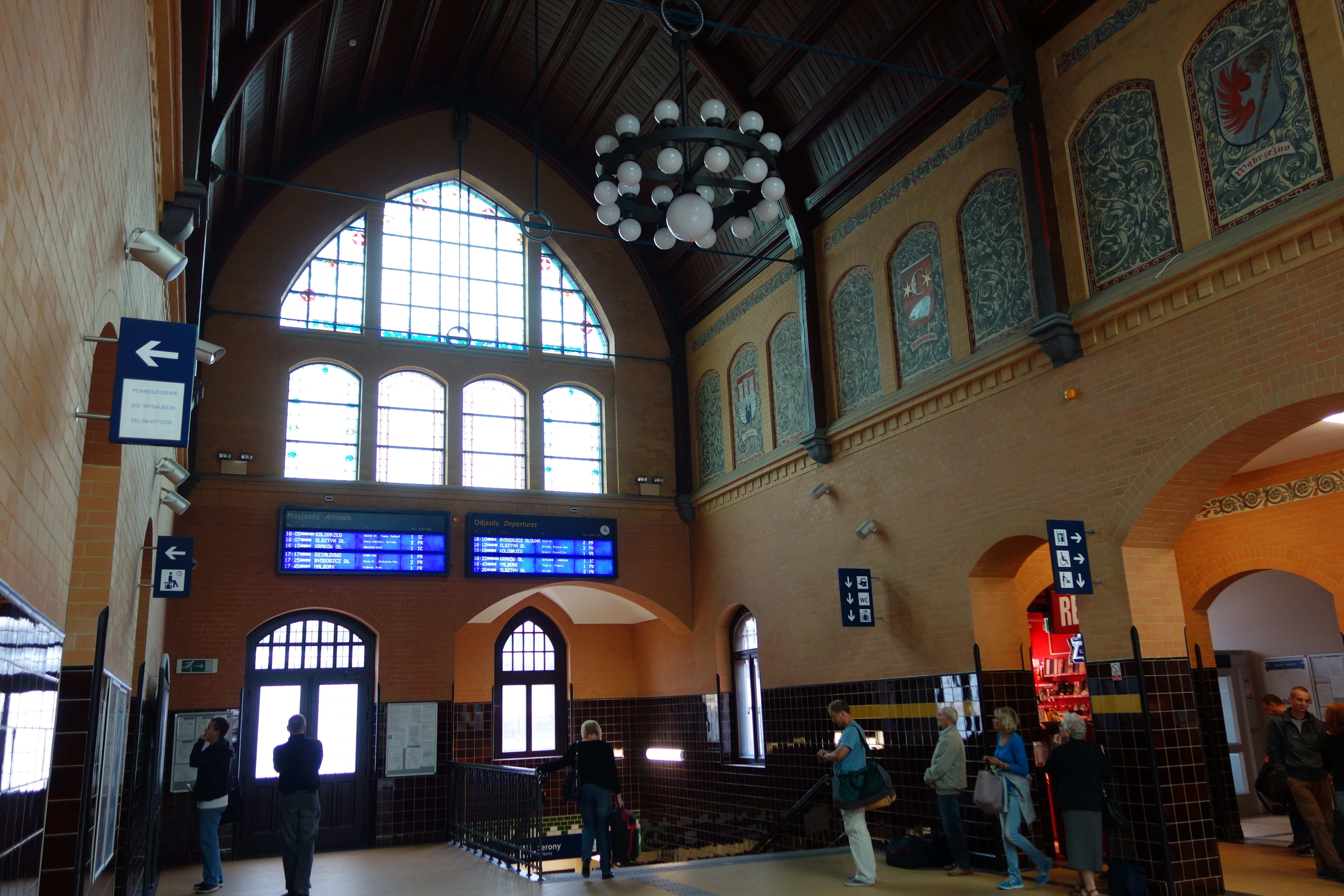
Eingangshalle des Bahnhofs
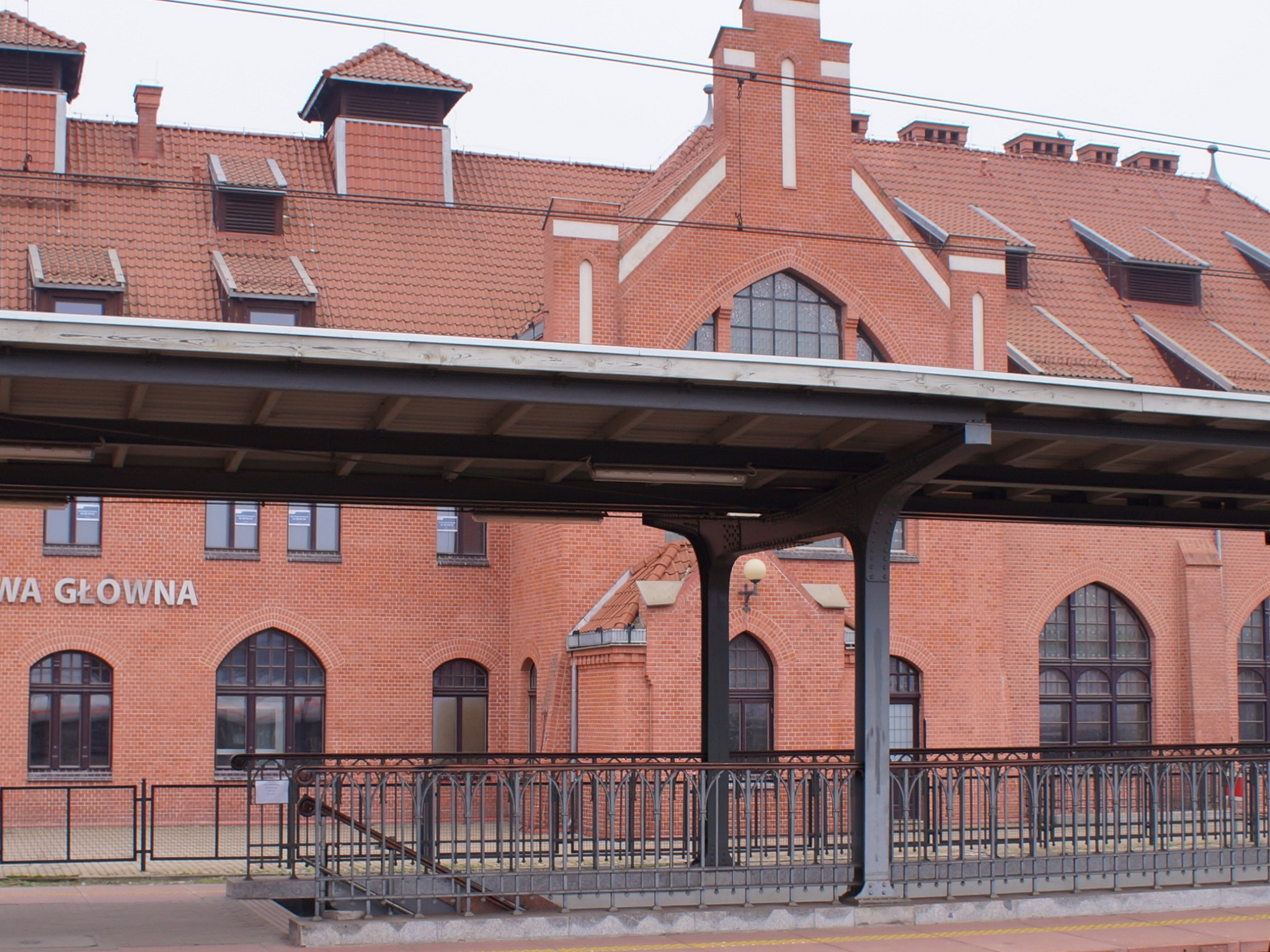
Denkmalgeschützte Bahnsteige
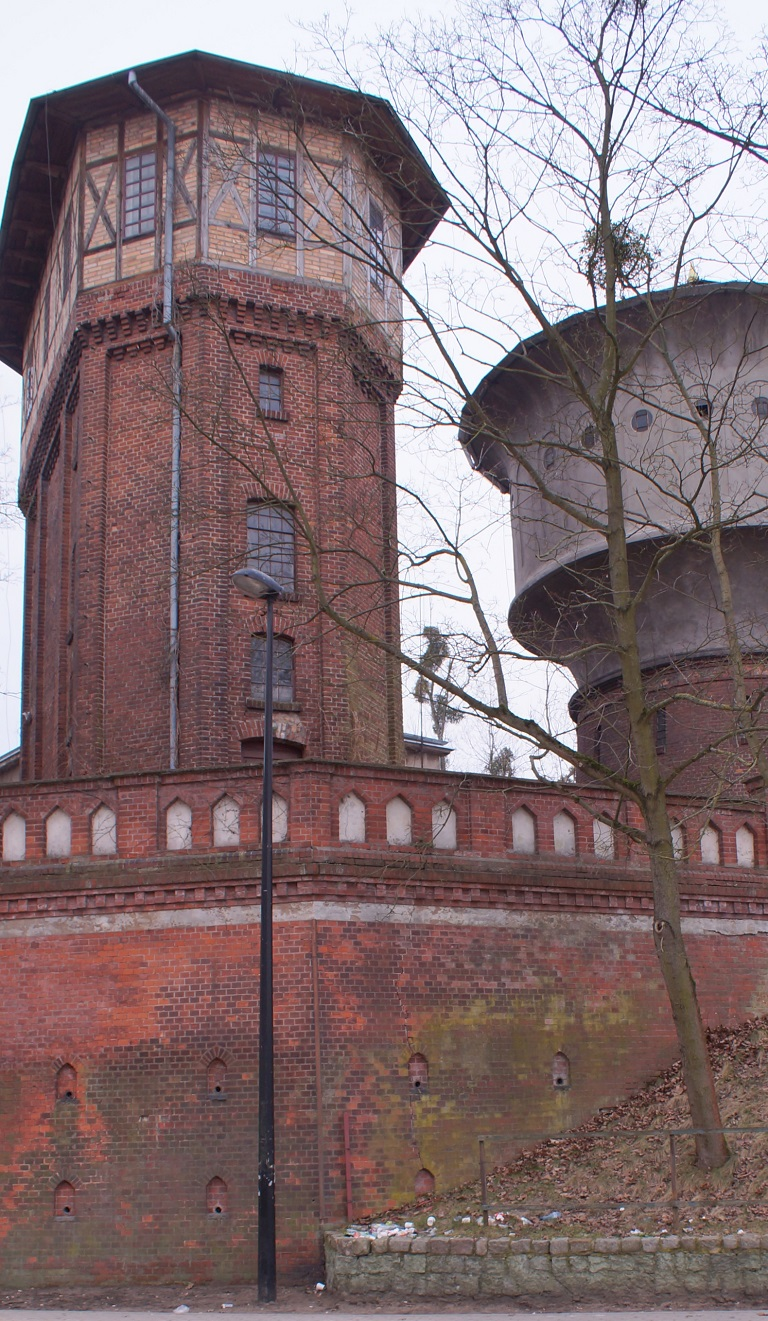
Bahnwassertürme von 1871 und 1915
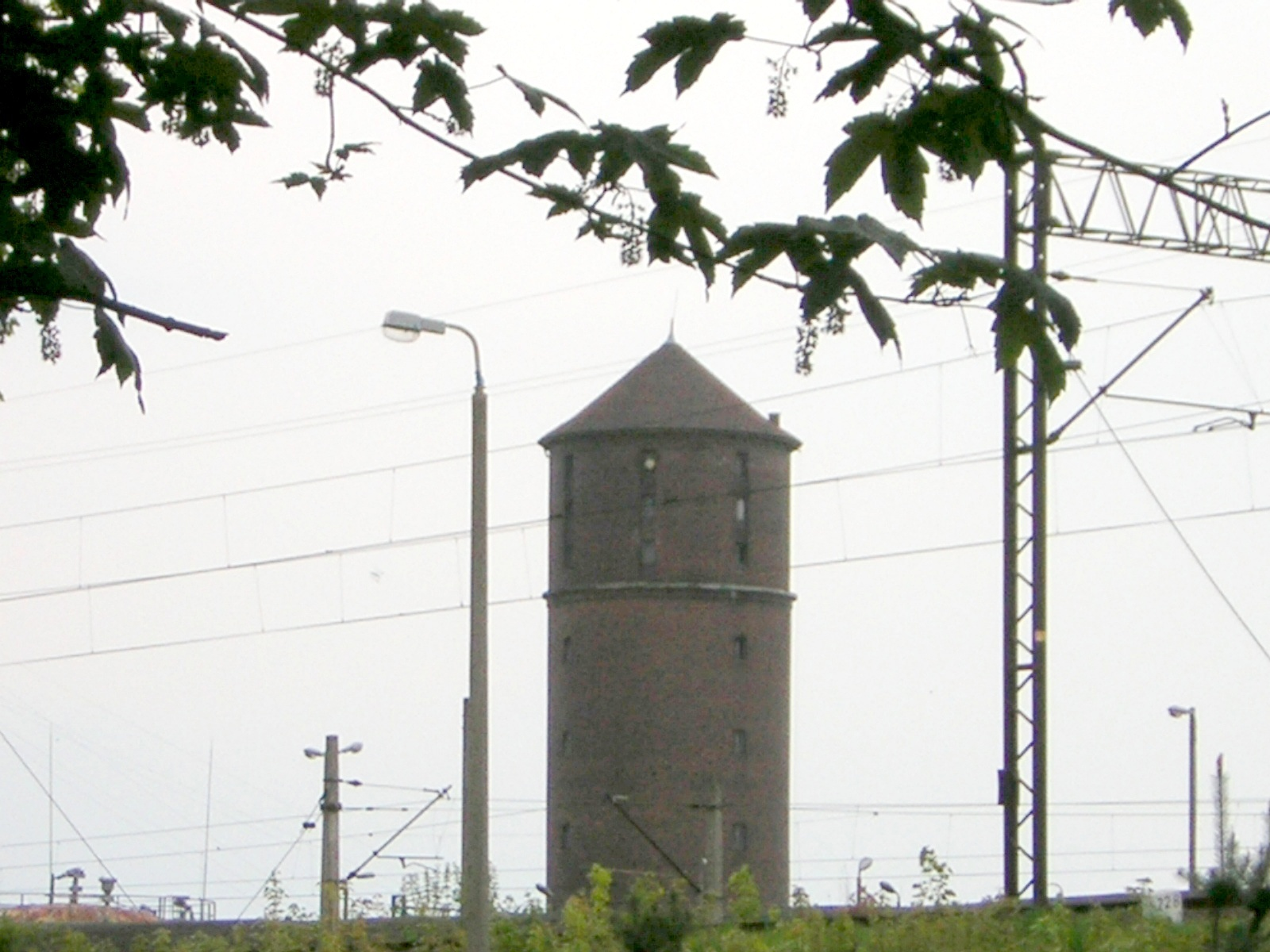
Bahnwasserturm von 1942